# Paweł Adami
Paweł Adami (ur. 7 lipca 1739 w Trenczynie, zm. 11 listopada 1814 w Wiedniu) – austriacki lekarz weterynarii i prawnik, profesor Uniwersytetu Wiedeńskiego oraz Uniwersytetu Jagiellońskiego. W swoich pracach naukowych zajmował się głównie tematyką zwalczania epidemii chorób zwierząt gospodarskich.
Był autorem podręcznika z zakresu epidemiologii, stanowiącego przez długi czas podstawę kształcenia w tym zakresie na Uniwersytecie Jagiellońskim. Jego uczniem był Adam Rudnicki, jeden z twórców weterynarii w Polsce.